# Araneus aethiopicus
Araneus aethiopicus este o specie de păianjeni din genul Araneus, familia Araneidae. A fost descrisă pentru prima dată de Roewer, 1961.
Este endemică în Senegal. Conform Catalogue of Life specia Araneus aethiopicus nu are subspecii cunoscute.